# Friedrich Weber (Musiker)
Friedrich Weber (* 5. November 1819 in Künzelsau, Württemberg; † 16. Februar 1909 in London) war ein deutscher Organist und Komponist.

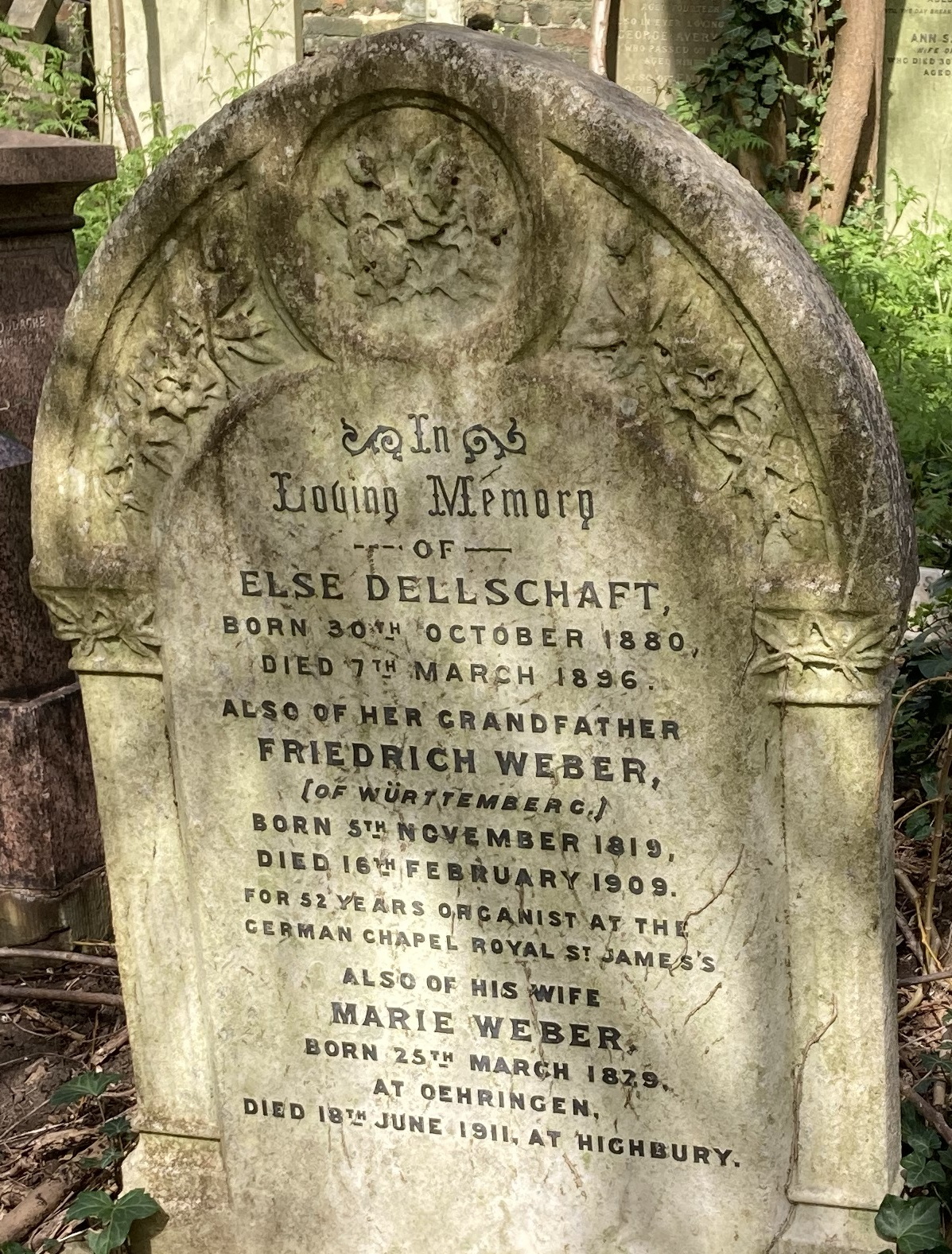
Grab der Familie Friedrich Weber auf dem Highgate Cemetery in London.

## Leben
Friedrich Weber studierte in Stuttgart und ließ sich, nach einem Jahr in Esslingen, 1841 als Lehrer am Pestalozzi-Institut in Worksop (Nottinghamshire) nieder. 1845 wurde er Organist an der „Hamburger Lutherischen Kirche“ in der Londoner City. 1849 wurde er als Organist an die German Chapel Royal im Saint James´s Palace berufen, wo er 52 Jahre lang bis zu seiner Pensionierung 1901 diente. Er heiratete 1851.
Als Komponist war Weber vor allem im Bereich der Kammermusik aktiv. 20 Werke mit Opus-Zahlen sind bekannt. Seine Werke sind überwiegend in deutschen Verlagen erschienen.
Weber war auch bis zu seinem Lebensende als Autor aktiv und schuf zahlreiche Werke zur Förderung des Musikverständnisses insbesondere auch im Amateurbereich.

## Werke
Kompositionen
- Kammermusik, Opus 1 – 20[4]

Davon
- 4 Klaviertrios
  - op. 13  G-Dur
  - op. 14, D-Dur
  - op. 15, F-Dur, Trio facile
  - op. 20, Es-Dur

- 6 Duos für Bratsche (oder Cello) und Klavier, op. 18

Musikliteratur
- Popular history of music from the earliest times
- The pianist’s practical guide
- Comprehensive counterpoint
- Numeral notation, or An easy method of mastering harmony and counterpoint